# Sondersdorf
Sondersdorf település Franciaországban, Haut-Rhin megyében. Lakosainak száma 316 fő (2022. január 1.). Sondersdorf Kiffis, Raedersdorf, Bouxwiller, Ferrette és Ligsdorf községekkel határos.

## Népesség
A település népessége az elmúlt években az alábbi módon változott:
| Lakosok száma | 345  | 343  | 352  | 335  | 326  | 318  | 317  | 315  | 316  |
|               | 2013 | 2015 | 2016 | 2017 | 2018 | 2019 | 2020 | 2021 | 2022 |